# Lomanella exigua
Espèce
Lomanella exigua est une espèce d'opilions laniatores de la famille des Lomanellidae.

## Distribution
Cette espèce est endémique de la Tasmanie en Australie. Elle se rencontre vers Geeveston.

## Description
Le mâle holotype mesure 1,60 mm et la femelle paratype 1,66 mm.
Les mâles mesurent de 1,48 à 1,53 mm de long et de 0,90 à 0,94 mm de large et la femelle 1,43 mm de long et 0,87 mm de large.

## Systématique et taxinomie
Cette espèce a été décrite par Hickman en 1958.

## Publication originale
- Hickman, 1958 : « Some Tasmanian harvestmen of the family Triaenonychidae (sub-order Laniatores) » Papers and Proceedings of the Royal Society of Tasmania, vol. 92, p. 1-116.